# Хроматическая поляризация

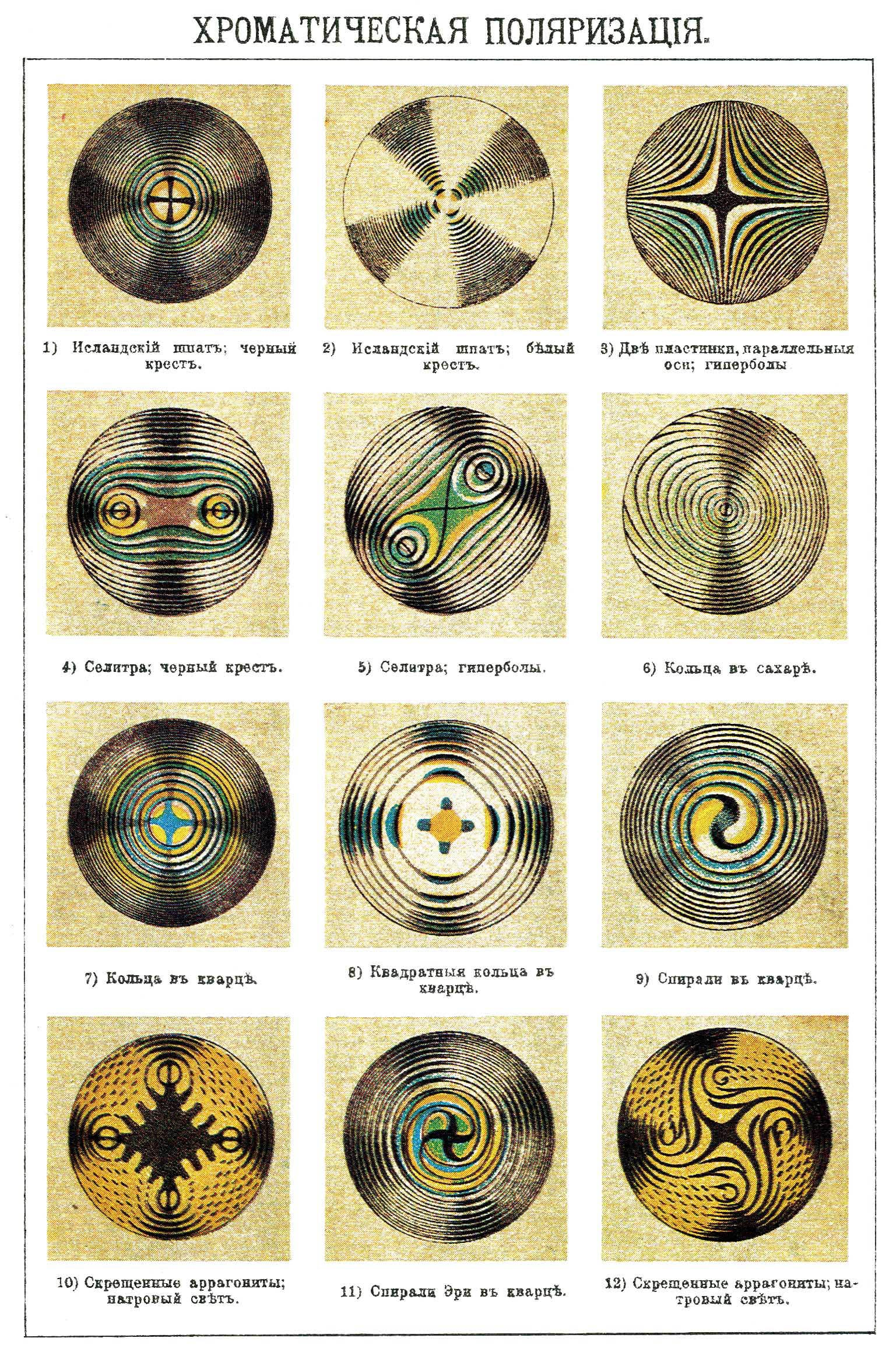
Хроматическая поляризация в различных кристаллах

Хроматическая поляризация — явление образования окраски у интерференционной картины, формирующейся в результате последовательного прохождения белого света через поляризатор, двупреломляющую прозрачную среду и анализатор. Открыто французским физиком Араго в 1811 году.
Явление не представляет собой частный случай поляризации света, и потому название «хроматическая поляризация» физически не вполне удачно. Однако оно исторически закрепилось и повсеместно используется в литературе.
Хроматическая поляризация в параллельных и в особенности в сходящихся лучах представляет собой наиболее удобное средство минералога и кристаллографа для распознавания оптических свойств кристаллов, для определения одно- или двуосности их, для определения угла между осями и так далее. Для наблюдения с этой целью малых кристаллов строятся поляризационные микроскопы. Используется при исследованиях механических напряжений поляризационно-оптическим методом.